# Équipe du Danemark de football au Championnat d'Europe 2000
L'équipe du Danemark de football participe à son 6e championnat d'Europe lors de l'édition 2000 qui se tient en Belgique et aux Pays-Bas du 10 juin 2000 au 2 juillet 2000. Les Danois sont éliminés en phase de groupe en terminant derniers de la poule D et ils affichent un bilan de trois défaites en trois matchs, pour aucun but marqué.

## Phase qualificative
La phase qualificative est composée de neuf groupes et les neuf vainqueurs de poule ainsi que le meilleur deuxième sont qualifiés. Les huit autres deuxièmes s'affrontent en barrages d'où sortent quatre vainqueurs. Ces quatorze équipes accompagnent la Belgique et les Pays-Bas, qualifiés d'office pour l'Euro 2000 en tant que pays organisateurs. Le Danemark termine 2e du groupe 1 puis il bat Israël en barrage.
| Rang | Équipe         | Pts | J | G | N | P | Bp | Bc | Diff |  | Résultats (▼ dom., ► ext.) |     |     |     |     |     |
| ---- | -------------- | --- | - | - | - | - | -- | -- | ---- |  | -------------------------- | --- | --- | --- | --- | --- |
| 1    | Italie         | 15  | 8 | 4 | 3 | 1 | 13 | 5  | +8   |  | Italie                     |     | 2-3 | 2-0 | 4-0 | 1-1 |
| 2    | Danemark       | 14  | 8 | 4 | 2 | 2 | 11 | 8  | +3   |  | Danemark                   | 1-2 |     | 2-1 | 1-2 | 1-0 |
| 3    | Suisse         | 14  | 8 | 4 | 2 | 2 | 9  | 5  | +4   |  | Suisse                     | 0-0 | 1-1 |     | 2-0 | 2-0 |
| 4    | Pays de Galles | 9   | 8 | 3 | 0 | 5 | 7  | 16 | -9   |  | Pays de Galles             | 0-2 | 0-2 | 0-2 |     | 3-2 |
| 5    | Biélorussie    | 3   | 8 | 0 | 3 | 5 | 4  | 10 | -6   |  | Biélorussie                | 0-0 | 0-0 | 0-1 | 1-2 |     |

| Équipe 1 | Résultat | Équipe 2 | Aller | Retour |
| -------- | -------- | -------- | ----- | ------ |
| Israël   | 0 - 8    | Danemark | 0 - 5 | 0 - 3  |

## Phase finale

### Phase de groupe
| Groupe D |          |     |   |   |   |   |    |    |      |
|          | Équipe   | Pts | J | G | N | P | BP | BC | Diff |
| 1        | Pays-Bas | 9   | 3 | 3 | 0 | 0 | 7  | 2  | +5   |
| 2        | France   | 6   | 3 | 2 | 0 | 1 | 7  | 4  | +3   |
| 3        | Tchéquie | 3   | 3 | 1 | 0 | 2 | 3  | 3  | 0    |
| 4        | Danemark | 0   | 3 | 0 | 0 | 3 | 0  | 8  | -8   |

| 11 juin 18h00 | France   | 3 | 0 | Danemark |
| 11 juin 20h45 | Pays-Bas | 1 | 0 | Tchéquie |
| 16 juin 18h00 | Tchéquie | 1 | 2 | France   |
| 16 juin 20h45 | Danemark | 0 | 3 | Pays-Bas |
| 21 juin 20h45 | Danemark | 0 | 2 | Tchéquie |
| 21 juin 20h45 | France   | 2 | 3 | Pays-Bas |

| 11 juin 2000                      | France                              | 3 - 0 | Danemark | Stade Jan Breydel, Bruges                     |                                               |
| 18:00 · Historique des rencontres | Blanc 16e · Henry 64e · Wiltord 90e |       |          | Spectateurs : 29 000 Arbitrage : Günter Benkö | Spectateurs : 29 000 Arbitrage : Günter Benkö |
| 18:00 · Historique des rencontres | (Rapport)                           |       |          | Spectateurs : 29 000 Arbitrage : Günter Benkö | Spectateurs : 29 000 Arbitrage : Günter Benkö |

| 16 juin 2000                      | Danemark  | 0 - 3 | Pays-Bas                                   | Feyenoord Stadion, Rotterdam               |                                            |
| 20:45 · Historique des rencontres |           |       | Kluivert 57e · R. de Boer 66e · Zenden 77e | Spectateurs : 50 000 Arbitrage : Urs Meier | Spectateurs : 50 000 Arbitrage : Urs Meier |
| 20:45 · Historique des rencontres | (Rapport) |       |                                            | Spectateurs : 50 000 Arbitrage : Urs Meier | Spectateurs : 50 000 Arbitrage : Urs Meier |

| 21 juin 2000                      | Danemark  | 0 - 2 | Tchéquie        | Stade Maurice Dufrasne, Liège                      |                                                    |
| 20:45 · Historique des rencontres |           |       | Šmicer 64e, 67e | Spectateurs : 25 000 Arbitrage : Gamal Al-Ghandour | Spectateurs : 25 000 Arbitrage : Gamal Al-Ghandour |
| 20:45 · Historique des rencontres | (Rapport) |       |                 | Spectateurs : 25 000 Arbitrage : Gamal Al-Ghandour | Spectateurs : 25 000 Arbitrage : Gamal Al-Ghandour |

## Effectif
Sélectionneur : Bo Johansson
| No. | Pos.      | Joueur              | Date de naissance et âge | Sélec. | Club                   |
| --- | --------- | ------------------- | ------------------------ | ------ | ---------------------- |
| 1   | Gardien   | Peter Schmeichel    | 18 novembre 1963         | 122    | Sporting de Lisbonne   |
| 2   | Milieu    | Michael Schjønberg  | 19 janvier 1967          | 42     | FC Kaiserslautern      |
| 3   | Défenseur | René Henriksen      | 27 août 1969             | 18     | Panathinaïkos          |
| 4   | Défenseur | Jes Høgh            | 7 mai 1966               | 57     | Chelsea                |
| 5   | Défenseur | Jan Heintze         | 17 août 1963             | 63     | PSV Eindhoven          |
| 6   | Défenseur | Thomas Helveg       | 24 juin 1971             | 50     | AC Milan               |
| 7   | Milieu    | Allan Nielsen       | 13 mars 1971             | 34     | Tottenham              |
| 8   | Attaquant | Jesper Grønkjær     | 12 août 1977             | 10     | Ajax Amsterdam         |
| 9   | Attaquant | Jon Dahl Tomasson   | 29 août 1976             | 19     | Feyenoord Rotterdam    |
| 10  | Attaquant | Martin Jørgensen    | 6 octobre 1975           | 24     | Udinese                |
| 11  | Attaquant | Ebbe Sand           | 19 juillet 1972          | 25     | Schalke 04             |
| 12  | Défenseur | Søren Colding       | 2 septembre 1972         | 24     | Brøndby IF             |
| 13  | Défenseur | Martin Laursen      | 26 juillet 1977          | 3      | Hellas Vérone          |
| 14  | Milieu    | Brian Steen Nielsen | 28 décembre 1968         | 50     | AB Copenhague          |
| 15  | Milieu    | Stig Tøfting        | 14 août 1969             | 20     | MSV Duisbourg          |
| 16  | Gardien   | Thomas Sørensen     | 12 juin 1976             | 1      | Sunderland             |
| 17  | Milieu    | Bjarne Goldbæk      | 6 octobre 1968           | 23     | Fulham                 |
| 18  | Attaquant | Miklos Molnar       | 10 avril 1970            | 17     | Wizards de Kansas City |
| 19  | Milieu    | Morten Bisgaard     | 25 juin 1974             | 4      | Udinese                |
| 20  | Milieu    | Thomas Gravesen     | 11 mars 1976             | 7      | Hambourg SV            |
| 21  | Attaquant | Mikkel Beck         | 12 mai 1973              | 18     | AaB Ålborg             |
| 22  | Gardien   | Peter Kjær          | 5 novembre 1965          | 0      | Silkeborg IF           |

## Navigation